# Даганский, Александр Юльевич
Александр Юльевич Даганский (1902 — 1952) — контрразведчик, исполняющий обязанности начальника 2-го отдела Главного экономического управления (ГЭУ) НКВД СССР, подполковник (1943).

## Биография
Родился в еврейской семье. Рядовой отряда Красной гвардии на Северном Кавказе в 1918.
С 1918 по 1924 оперативный работник Харьковской губернской ЧК, Полтавской губернской ЧК, Полтавского губернского отдела ГПУ. С 1924 по 1925 комендант войск ОГПУ по охране сахарной промышленности в местечке Монастырщина.
С 1924 по 1928 занимался хозяйственной деятельностью: уполномоченный сахарного завода в городе Смела с 1925 по 1926; заместитель директора Комбината макаронно-мельничного производства в городе Орджоникидзе с 1926 по 1927; автоматчик на 1-м Государственном автомобильном заводе в городе Москва с 1927 по 1928.
С 1928 по 1930 уполномоченный Особого отдела Московского военного округа. С 1930 по 1932 старший уполномоченный, начальник отделения Экономического отдела ГПУ Якутской АССР. Член ВКП(б) с 1932. С 1932 по 1933 уполномоченный, старший уполномоченный Полномочного представительства ОГПУ по Московской области. С 1933 по 1934 начальник отделения Тверского оперативного сектора ОГПУ. С 1934 по 1936 помощник начальника отделения Экономического отдела Полномочного представительства ОГПУ по Московской области, помощник начальника отделения, начальник отделения Экономического отдела УГБ УНКВД Московской области, помощник начальника отделения Экономического отдела ГУГБ НКВД СССР. С 1936 по 1937 помощник начальника отделения Контрразведывательного отдела — 3-го отдела ГУГБ НКВД СССР, затем до 1938 начальник отделения 3-го отдела ГУГБ НКВД СССР. С 1938 по 1939 заместитель, исполняющий обязанности начальника 2-го отдела Главного экономического управления НКВД СССР. С 1939 по 1941 заместитель начальника Управления исправительно-трудовых лагерей и строительства НКВД № 1 в городе Ровно, отвечал за лагерь для военнопленных, строивших шоссе Новоград-Волынский — Львов, затем за Львовский лагерь, руководил эвакуацией лагеря в 1941, в ходе которой погибло более 1840 военнопленных. С 1941 по 1944 заместитель начальника Управления Тырны-Аузского комбината ИТЛ НКВД. Затем заместитель начальника, начальник Дашкесанстроя с 4 сентября 1944, Закметалургстроя в городе Кировабад.
Умер вскоре после ограбления уголовниками во главе с вором в законе в феврале 1952.

### Звания
- старший лейтенант ГБ, 13.09.1936;
- капитан ГБ, 05.11.1937;
- подполковник ГБ, 11.02.1943.[3]

### Награды
- орден «Знак Почёта», 22.07.1937;
- знак «Почётный работник ВЧК—ГПУ (XV)», 09.05.1938.